# Conill roquer de Jameson
El conill roquer de Jameson (Pronolagus randensis) és un lepòrid que viu únicament al continent africà, principalment a la part meridional del continent. Sud-àfrica en té una població, però només viu al nord-oest del país. Botswana també en té una i viu a les regions orientals del país. Es creu que o bé Zimbàbue o bé Namíbia tenen la població més gran de conills roquers de Jameson i es diu que viuen arreu del país.